# Theopempt
Theopempt (russisch Феопе́мпт, griechisch Θεόπεμπτος) war Metropolit von Kiew (1039-vor 1050).
Theopempt wurde für das Jahr 1039 erwähnt, als er die Desjatinenkirche in Kiew neu weihte. In diesem Jahr wurde er auch als Teilnehmer der Synode in Konstantinopel genannt. Weitere Informationen zu seiner Person gibt es nicht. Sein Nachfolger Kyrill I. wurde für 1050 erwähnt.